# Hellyethira ramosa
Hellyethira ramosa är en nattsländeart som beskrevs av Wells 1983. Hellyethira ramosa ingår i släktet Hellyethira och familjen smånattsländor. Inga underarter finns listade i Catalogue of Life.